# Equino (Acarnania)
Equino (en griego Ἐχῖνος) fue una antigua ciudad de Acarnania (Grecia) fundada por Equino.
La menciona el poeta Riano y aparece en la lista de ciudades de Acarnania trasmitida por Plinio el viejo, quien la ubica entre Heraclea y Accio. Leake la sitúa en el pueblo moderno de Ai Vasili, a pocos kilómetros al sur de la costa del Golfo de Amvrakikos. 